# شهرستان شینگهه
شهرستان شینگهه (به لاتین: Xinghe County) یک شهرستان‌های جمهوری خلق چین در چین است که در اولانکاب واقع شده‌است.
 شهرستان شینگهه   ۱٬۲۷۹ متر بالاتر از سطح دریا واقع شده‌است.